# Lừa hoang Mông Cổ
Lừa hoang Mông Cổ (danh pháp khoa học: Equus hemionus hemionus), còn gọi là khulan, là một phân loài của lừa rừng Trung Á. Nó có thể là một loài cùng với kulan Gobi hay phân loài Dziggetai (Equus hemionus luteus). Nó được tìm thấy ở Mông Cổ và miền bắc Trung Quốc, cũng như trước đây đã từng tồn tại ở Kazakhstan trước khi bị tuyệt chủng tại khu vực này do săn bắn.
Khu vực phân bổ của lừa hoang Mông Cổ đã bị thu hẹp đáng kể kể từ thập niên 1990. Trong giai đoạn từ năm 1994 đến năm 1997, một khảo sát đã ước tính kích thước quần thể của nó là khoảng 33.000 tới 63.000 cá thể trên khu vực phân bổ liên tục bao gồm toàn bộ miền nam Mông Cổ. Năm 2003, một khảo sát mới cho ra con số khoảng 20.000 cá thể trên diện tích 177.563 km² tại miền nam Mông Cổ. Các ước tính về quần thể lừa hoang Mông Cổ cần xem xét với sự thận trọng do thiếu các nghi thức của khảo sát đã đề cập,. Mặc dù vậy, nhưng có thể coi là phân loài này đã mất khoảng 50% diện tích phân bổ trước đây tại Mông Cổ trong vòng 70 năm.
Quần thể lừa hoang Mông Cổ bị suy giảm là do săn bắn trộm và cạnh tranh từ các loài gia súc ăn cỏ và tình trạng bảo tồn của phân loài này được đánh giá là dễ thương tổn. Kể từ năm 1953, lừa hoang Mông Cổ đã được bảo vệ nghiêm ngặt tại Mông Cổ. Phân loài này cũng được liệt kê trong phụ lục I của Công ước về thương mại quốc tế các loài nguy cấp (CITES) và cũng được thêm vào phụ lục II của Công ước về các loài di cư năm 2002
Tuy nhiên, do số lượng dân cư gia tăng cùng với thời tiết khắc nghiệt trong mùa đông những năm gần đây, nên số lượng các mâu thuẫn về quyền lợi giữa những người chăn thả gia súc và lừa hoang Mông Cổ dường như ngày càng tăng.
Việc săn bắn trộm để lấy thịt cũng là vấn đề đang gia tăng tại Mông Cổ. Đối với một bộ phận dân chúng ở một số khu vực thuộc Mông Cổ thì thịt của lừa hoang cũng như một số động vật hoang dã khác dường như là sản phẩm thay thế rẻ tiền hơn so với các loại thịt của gia súc. Năm 2005, một cuộc điều tra bằng sử dụng bảng câu hỏi đã cho thấy có khoảng 4.500 con lừa hoang, tức khoảng 20% của toàn thể quần thể, có thể đã bị săn bắt trộm mỗi năm. Ngoài ra, các thay đổi về chính trị đầu thập niên 1990 cũng làm cho một bộ phận dân chúng quay trở lại với cuộc sống du cư, điều này càng làm tăng thêm số lượng người cũng như gia súc tại các khu vực nông thôn,,.
Các thay đổi chính trị và xã hội đã phá vỡ các mô hình sử dụng đất truyền thống, làm suy yếu hiệu lực của pháp luật và cũng thay đổi các quan điểm về phía sử dụng các nguồn lực tự nhiên, chẳng hạn như việc coi động vật hoang dã là "nguồn mở". Người ta cũng dự đoán rằng sự tái di cư của con người và gia súc của họ sẽ làm tăng mối tương tác người-động vật hoang dã và có thể đe dọa tới sự sinh tồn của các loài động vật hiếm tại khu vực sa mạc Gobi.